# Hvarski bagatin
Hvarski bagatin, kovani novac srednjovjekovne komune Hvara. 

## Povijest
1420. godine hvarska komuna došla je pod vlast Mletaka. Nije imala vlastite kovnice, a bila je u potrebi za sitnim novcem u prometu, koja se pojavila u dalmatinskim gradovima pod mletačkom vlašću koncem 15. i početkom 16. stoljeća. Hvar je bio zadnji grad u Dalmaciji koji je zamolio Mletačku Republiku da za njega kuje novac. Prije njega to su napravili Šibenik, Zadar, Split i Trogir. Mletačka Republika je izlazila ususret svojim podređenim gradovima pa je za njih kovala sitni bakreni novac bagatin u svojoj kovnici. Na zamolbu hvarske komune 25. rujna 1493. odlukom Vijeća desetorice izdan je nalog državnoj kovnici u Mletcima za kovati bakreni bagatin za Hvar. Hvar je kao i svi drugi gradovi za koje su Mlečani kovali novac, mletačkoj državi morao plaćati naknadu u vidu protuvrijednosti u dukatima.:25.

## Izgled
Poput svih bagatina, na prednjoj strani kovanice je bio lik zaštitnika grada i natpis s imenom zaštitnika grada i u većini slučajeva naziv grada, a u slučaju Hvara, lik zaštitnika Hvara i Hvarske biskupije, sv. Stjepana I. pape i mučenika. Natpis je na latinskom jeziku (S. STEPHANVS PONT LESINENSIS, SANCTVS MARCVS VENETI). Na stražnjoj strani kovanica natpisom i reljefom lika bilo je obilježje Mletačke Republike (krilati lav sv. Marka). Bagatini su bili od bakra i mjedi. Negdje se na poleđini nalaze inicijali kovničara u državnoj kovnici u Mletcima, poput V — O za Vincenza Orija.:26.